# Live Cannibalism
Live Cannibalism è il primo album dal vivo dei Cannibal Corpse, pubblicato nel 2000 dalla Metal Blade Records. La scalette presentava quasi tutti i più grandi classici della band, e grazie all'ottima prestazione di tutto il gruppo ricevette critiche molto positive e riuscì a vendere un numero molto alto di copie.

## Tracce
1. Staring Through the Eyes of the Dead – 4:13 (musica: Chris Barnes, Jack Owen, Alex Webster)
2. Blowtorch Slaughter – 2:37 (musica: Webster, Paul Mazurkiewicz)
3. Stripped, Raped and Strangled – 3:38 (musica: Barnes, Rob Barrett, Owen, Webster)
4. I Cum Blood – 4:12 (musica: Barnes, Owen, Bob Rusay, Webster, Mazurkiewicz)
5. Covered with Sores – 3:43 (musica: Barnes, Owen, Rusay, Webster, Mazurkiewicz)
6. Fucked with a Knife – 2:26 (musica: Barnes, Webster)
7. Unleashing the Bloodthirsty – 4:12 (musica: Webster)
8. Dead Human Collection – 2:39 (musica: Pat O'Brien, Mazurkiewicz)
9. Gallery of Suicide – 4:11 (musica: Webster, Mazurkiewicz)
10. Meat Hook Sodomy – 5:10 (musica: Barnes, Owen Rusay, Webster, Mazurkiewicz)
11. Perverse Suffering – 4:20 (musica: Owen, Mazurkiewicz)
12. The Spine Splitter – 3:31 (musica: Owen, Mazurkiewicz)
13. Gutted – 3:26 (musica: Barnes, Owen, Rusay, Webster, Mazurkiewicz)
14. I Will Kill You – 2:47 (musica: Webster)
15. Devoured By Vermin – 3:38 (musica: Barrett, Webster)
16. Disposal of the Body – 3:41 (musica: George Fisher, Webster)
17. A Skull Full of Maggots – 2:32 (musica: Barnes, Owen, Rusay, Webster, Mazurkiewicz)
18. Hammer Smashed Face – 4:45 (musica: Barnes, Owen, Rusay, Webster, Mazurkiewicz)
19. Sacrifice (Sacrifice cover) – 3:03
20. Confessions (Possessed cover) – 2:56

## Formazione
- George "Corpsegrinder" Fisher - voce
- Jack Owen - chitarra
- Pat O'Brien - chitarra
- Alex Webster - basso
- Paul Mazurkiewicz - batteria